# Liu Fang
Liu Fang (cinese tradizionale: 劉芳; cinese semplificato: 刘芳; pinyin: Liú Fāng; 1974) è una musicista cinese.

## Biografia
Liu Fang è una della più importanti suonatrici di pipa al mondo. Nata a Kunming nella provincia cinese dello Yunnan nel 1974, comincia a suonare questo strumento all'ètà di sei anni. La sua prima performance da solista risale all'età di 9 anni. Nel 1986, a soli 11 anni, suona al cospetto della Regina Elisabetta II. Gli studi al Conservatorio di Shanghai ampliano i suoi orizzonti musicali permettendole di studiare il Guzheng.
A 22 anni si sposta in Canada, dove oggi vive nella città di Montréal. La sua decisione di spostarsi nel Québec le permette di estendere il suo talento virtuoso a livello internazionale. Dal 1999 esegue centinaia di concerti di musica tradizionale cinese da solista.
Il suo profilo si è innalzato grazie alle sue performance così profondamente spirituali e grazie alla vastità del suo repertorio, che si fonda sulla musica tradizionale e folcloristica cinese, includendo dei pezzi molto rari. Descritta dai media come "L'imperatrice della pipa" (L’actualité) , "mediatrice divina" (World), "la più grande ambasciatrice dell'arte della pipa" (La presse), Liu Fang è famosa per "possedere una tecnica virtuosa, grazia e un'empatia unica verso la musica che esegue, sia essa un motivo della tradizione cinese o una composizione occidentale moderna" (All Music Guide).
A parte i suoi concerti da solista, Liu Fang ha avuto collaborazioni interculturali riguardo a "Silk and Steel Projects" dove "silk" (seta) rappresenta la cultura cinese tradizionale, mentre "steel" (acciaio) è una metafora per la modernità e la cultura occidentale. Il suo ultimo album Le son de soie (suoni di seta) presenta dialoghi musicali con artisti provenienti da tre diversi continenti e ha ottenuto il premio L'Académie Charles-Cros, l'equivalente francese dell'americano Recording Academy.
Nel 2001 Liu Fang è l'unica musicista a ricevere il prestigioso "Future Generation Millennium Prize", premio conferito dal Consiglio Canadese per le Arti a tre artisti di diverse discipline di età inferiore a 30 anni. Le parole della giuria riassumono brevemente i suoi successi: "La sua abilità nel suonare la pipa e il guzheng ha portato Liu Fang ad affermarsi a livello internazionale come la più talentuosa giovane interprete della musica tradizionale cinese. Essa aspira a combinare la sua padronanza della tradizione orientale alla musica classica e contemporanea occidentale, in modo da creare nuove forme musicali con l'unione di diverse culture e la scoperta di nuovi ascoltatori"
Liu Fang ha fatto numerose apparizioni televisive e radiofoniche e ha prodotto diversi CD. È stata anche invitata in quanto artista di spicco dalla BBC World Service per il concerto del 7 novembre 2003 dedicato alla giornata mondiale dell'AIDS. Il 16 novembre 2005 si è esibita in occasione del sessantesimo anniversario dell'UNESCO a Parigi. Ha eseguito con orchestre, quartetti d'archi e altri strumenti varie opere di compositori contemporanei, come Chen Yi, Tan Dun, David Loeb e R. Murray Schafer per dirne alcuni e ha spesso suonato con il violinista Malcolm Goldstein.

## Discografia

### Solista
- The soul of pipa, vol. 3: Pipa Music from Chinese folk traditions, Philmultic, 2006
- Emerging Lotus: Chinese traditional guzheng music, Philmultic, 2005
- The soul of pipa, vol. 2: Chinese classical Pipa Music: from the ancient to the recent, Philmultic, 2003
- The soul of pipa, vol. 1: Chinese Pipa Music from the classical tradition, Philmultic, Canada, 2001
- Chinese Traditional Pipa Music: Oliver Sudden Productions Inc, Canada/USA, 1997

### Collaborazioni
- Along the Way - Duo pipa & violin : Philmultic, 2010
- Changes - Duo pipa & Guitar: Philmultic, 2008
- Le son de soie: Accords-Croisés/Harmonia Mundi, Paris, 2006
- Mei Hua - Fleur de prunier: ATMA Classique, Canada, 2004
- Arabic and Chinese music: Liu Fang et Farhan Sabbagh, Philmultic, 2000
- Musique chinoise: Solo, duo, et avec orchestre de chambre, Philmultic, 1999